# Dálnice A26 (Itálie)
Dálnice A26 (italsky Autostrada A26, Autostrada dei Trafori – dálnice tunelů) je jednou z dálnic v Itálii.
Dálnice A26 vede na severu země, spojuje pobřeží Středozemního moře (Ligurie) s městem Verbania v Piemontu (vedena je severo-jižním směrem). Její délka činí celkem 197 km; dálnice prochází Apeninami průsmykem Passo del Turchino ve výšce 532 m n. m. kde se nachází mnoho mostů a tunelů, např. tunel Turchino; její severní část je vedena v Pádské nížině. Ve své jižní části tato dálnice vede souběžně s dálnicí A7.[zdroj?]